# Zvjezdana Asić Šarić
Zvjezdana Asić Šarić (Asić Kovačić, Asić Šarić, Zvezdana) je hrvatska književnica iz Vojvodine. Pjesnikinja je, dramski pisac i slikarica, spisateljica proznih, dramskih tekstova i scenarija (radio, tv), slikarica i likovna kritičarka. Često je nepravedno svrstavana u srpsku književnost, iako je u svojim djelima vezana uz hrvatske teme i narod.

## Životopis
Gimnaziju i srednju glazbenu školu završava u Subotici, komparativnu književnost i jugoslavistiku na Filozofskom fakultetu u Zagrebu, književnost na Filozofskom fakultetu u Novom Sadu, a dramaturgiju na Fakultetu dramskih umetnosti u Beogradu gdje je završila i poslijediplomski studij. Kako navodi Milovan Miković: «Slikanje je učila kod Imrea Winklera i Krste Hegedušića. Poeziju i prozu objavljivala je u svim vodećim književnim listovima i časopisima. Od 1970. do 1988. bila je urednica, pisac scenarija, dramaturg i autor četiri televizijske drame, četiriju serija i tridesetak emisija na TV Novi Sad i TV Beograd. Napisala 24 radio drame što su izvođene na valovima radio postaja u Beogradu, Zagrebu, Ljubljani, Novom Sadu i Subotici. Priredila šest samostalnih izložbi crteža i sudjelovala na tri zajedničke izložbe (Subotica, Novi Sad, Pančevo, Osijek). Kao pročelnica Odjela za posebne kazališne aktivnosti novosadskog Sterijinog pozorja priređuje izložbe vodećih slikara, grafičara i dizajnera s naglaskom na kazališni plakat i grafičko oblikovanje za potrebe kazališta. Na X. svjetskom festivalu omladine i studenata u Berlinu (1973.) osvojila je prvu nagradu za dramsko stvaralaštvo. Poeziju iznimne senzibilnosti pisala je ekavicom, rjeđe dijalektnim idiomom (V mlaki je bil mesec). Tekstovi su joj prevođena na mađarski, makedonski, njemački i slovenski jezik. Bila je članica Društva književnika Vojvodine i dugogodišnja predsjednica Društva filmskih i televizijskih radnika Vojvodine».    

## Djela
- Vidici vetrova, s J. Tušakom i P. Vukovim), Subotica 1964.
- Prijatelju, da ne zaplače, Subotica 1969.
- Fotografije sećanja, Novi Sad 1998.